# Renacer de Angol
Renacer de Angol era un periódico chileno, de carácter local, editado en la ciudad de Angol, en la IX Región de la Araucanía. Era editado por la Sociedad Periodística Araucanía S.A., perteneciente al Grupo de Diarios Regionales de El Mercurio S.A.P.. Su primera edición circuló el 1 de noviembre de 1973 bajo el nombre Renacer de Chile.
Su primera edición bajo la administración de El Mercurio fue publicada el 14 de junio de 2003, y cubría informaciones relacionadas con las comunas de la Provincia de Malleco (Angol, Renaico, Purén, Los Sauces, Collipulli, Ercilla, Lumaco, Traiguén, Victoria, Curacautín y Lonquimay). Al igual que los demás periódicos pertenecientes a El Mercurio, Renacer de Angol era miembro de la Asociación Nacional de la Prensa.
Debido a la reestructuración de las empresas periodísticas pertenecientes a El Mercurio tras la adquisición de diario El Sur, se decidió que el diario Crónica reemplazara a Renacer de Arauco, y que Renacer de Angol fuera cerrado definitivamente. La última edición de Renacer de Angol fue publicada el 22 de enero de 2009. Posterior a su cierre, las noticias de la provincia de Malleco fueron asumidas por el diario El Austral, editado en Temuco.